# Mazamette milionario
Mazamette milionario (Les Yeux qui fascinent) è un film muto del 1916 diretto da Louis Feuillade. È il sesto episodio del serial I vampiri, uscito nel marzo 1916.

## Trama
Moreno, deciso a vendicarsi dei Vampiri, prepara un piano contro i suoi nemici: mette alla prova i propri poteri di ipnotizzatore usandoli su un'innocente domestica.
Intanto Guérande e Mazamette si trovano al cinema dove nelle notizie viene riportato l'omicidio di un notaio a Fontainebleau: i due riconoscono sullo schermo alcuni dei vampiri. I due, allora, decidono di andare nella cittadina dove, all'alba, si imbattono in un cavaliere che suscita i loro sospetti. Seguendolo, lo vedono trafficare con una cassetta di sicurezza.
L'uomo è un turista americano, Orazio Werner, che si trova in albergo di Fontainebleau insieme alla moglie. Quando il duo di investigatori riesce a mettere le mani sopra la cassetta, l'aprono e vi trovano dentro una grossa somma di denaro.
Werner, in effetti, ha sottratto 200.000 dollari al suo datore di lavoro negli Stati Uniti, fuggendo poi in Francia insieme alla sua amante. Il Grande Vampiro viene a conoscenza della storia e progetta di impadronirsi del denaro. Ora il bandito si fa passare per un aristocratico, il conte di Kerlor. Con lui Irma Vep, travestita da ragazzo, presentata come il figlio del conte. In albergo arriva anche Moreno travestito.
Mentre Kerlor intrattiene gli ospiti dell'albergo, Irma perquisisce la stanza di Werner, trovandovi una mappa. Quando esce nel corridoio, però, è catturata da Moreno. Costui risveglia Laura, la domestica ipnotizzata e la manda, mascherata come Irma, dal conte Kerlor cui la ragazza consegna la mappa. Irma, invece, viene drogata e calata dalla finestra, dov'è recuperata dai complici di Moreno. La falsa contessa Kerlor, intanto, incaricata dal Grande Vampiro, cerca il luogo indicato dalla mappa. Ma, quando ci arriva, trova un biglietto di Guérande dove il giornalista dichiara di aver preso la cassetta con il denaro che verrà restituita se si dimostrerà di averne diritto. Sulla via del ritorno, anche la contessa viene presa da Moreno che legge il biglietto di Guérande. La donna viene rilasciata e raggiunge in albergo Kerlor. Consapevoli che Guérande porterà lì prima o poi la polizia, i due fuggono.
La mattina dopo, infatti, i poliziotti insieme al giornalista e a Mazamette fanno irruzione nell'albergo. Quando trovano Werner, la donna che è con lui confessa che quegli non è altri che Norton, un americano ricercato per aver sottratto al milionario Baldwin duecentomila dollari. Nell'albergo, però, mancano i tre Kerlor che sono spariti durante la notte.
Moreno, intanto, che si è innamorato di Irma Vep, la ipnotizza, non volendo rimandarla dal Grande Vampiro. Le fa firmare una confessione, dove lei dichiara di aver partecipato agli omicidi del dottor Nox, della ballerina Marfa Koutiloff, di Metadier e del notaio di Fointenbleau. Poi le consegna una pistola con cui dovrà uccidere l'uomo che è giunto nella stanza adiacente. Si tratta del Grande Vampiro, alla ricerca di Irma. Quando il Grande Vampiro appare, lei gli spara. Moreno è felice di avere una complice come Irma.
Intanto, Mazamette è diventato ricco con il denaro di Baldwin. Riceve nel nuovo appartamento Guérande e poi un nugolo di giornalisti venuti a intervistarlo: Il delitto non paga - dichiara - mentre una vita virtuosa ha sempre la sua ricompensa.

### Episodi del serial
1. I vampiri (La Tête coupée) 33 min. Uscita il 13 novembre 1915
2. I vampiri (La Bague qui tue) 15 min. Uscita il 13 novembre 1915
3. Il crittogramma rosso (Le Cryptogramme rouge) 42 min. Uscita il 4 dicembre 1915
4. Lo spettro (Le Spectre) 32 min. Uscita il 7 gennaio 1916
5. L'evasione del morto (L'Evasion du mort) 37 min. Uscita il 28 gennaio 1916
6. Mazamette milionario (Les Yeux qui fascinent) 58 min. Uscita il 24 marzo 1916
7. Satana (Satanas) 46 min. Uscita il 15 aprile 1916
8. Il padrone della folgore (Le Maître de la foundre) 55 min. Uscita il 12 maggio 1916
9. L'uomo dai veleni (L'Homme des poisons) 53 min. Uscita il 2 giugno 1916
10. Nozze di sangue (Les Noces sanglantes) 60 min. Uscita il 30 giugno 1916

## Produzione
Il film fu prodotto dalla Société des Etablissements L. Gaumont.

## Distribuzione
Distribuito dalla Société des Etablissements L. Gaumont, il film uscì in sala il 24 marzo 1916.

## Censura
Per la versione da distribuire in Italia, la censura italiana soppresse le seguenti scene:
- Nella parte 1ª sopprimere la scena che si svolge sotto il titolo: "Occhi affascinanti", che riproduce scene di ipnotismo ad opera di Moreno in persona di un giovane.
- Nelle parti 2ª e 3ª eliminare tutte le scene che si svolgono nelle camere superiori dell'albergo fra i banditi in veste di rats d'hotel, mentre il falso colonnello intrattiene con la lettura di avventure gli altri passeggeri ivi alloggiati.
- Nella parte 4ª sopprimere la scena di suggestione ad opera di Moreno in persona di Irma Vep.[2]